# Selliguea hirtella
Selliguea hirtella är en stensöteväxtart som först beskrevs av Ren-Chang Ching, och fick sitt nu gällande namn av S.G.Lu, Hovenkamp och M.G.Gilbert. Selliguea hirtella ingår i släktet Selliguea och familjen Polypodiaceae. Inga underarter finns listade.